# Peltanthera floribunda
Peltanthera floribunda là một loài thực vật có hoa. Loài này được George Bentham mô tả khoa học đầu tiên năm 1876. Nó cũng được coi là loài duy nhất của chi Peltanthera.
Chi này nguyên ban đầu được đặt trong họ Loganiaceae và kể từ đó đã được các tác giả khác nhau đặt trong các họ Buddlejaceae, Scrophulariaceae, Gesneriaceae, hay trong họ của chính nó là Peltantheraceae. Angiosperm Phylogeny Group trong phiên bản năm 2016 không đặt nó trong họ nào, mà để ở vị trí không xác định (incertae sedis) trong bộ Lamiales.
Loài này sinh sống trong khu vực từ Costa Rica tới Bolivia. Nó là cây gỗ với các lá mọc đối. Các lá to có hình elip. Các hoa màu trắng có mùi thơm mọc thành các xim hoa chia ba nhánh. Đài hoa và tràng hoa chia 5 thùy, các hoa có 5 nhị. Hai ngăn của bầu nhụy chứa nhiều hạt. Peltanthera rất giống Buddleja khi xét về giải phẫu gỗ.

## Hình ảnh

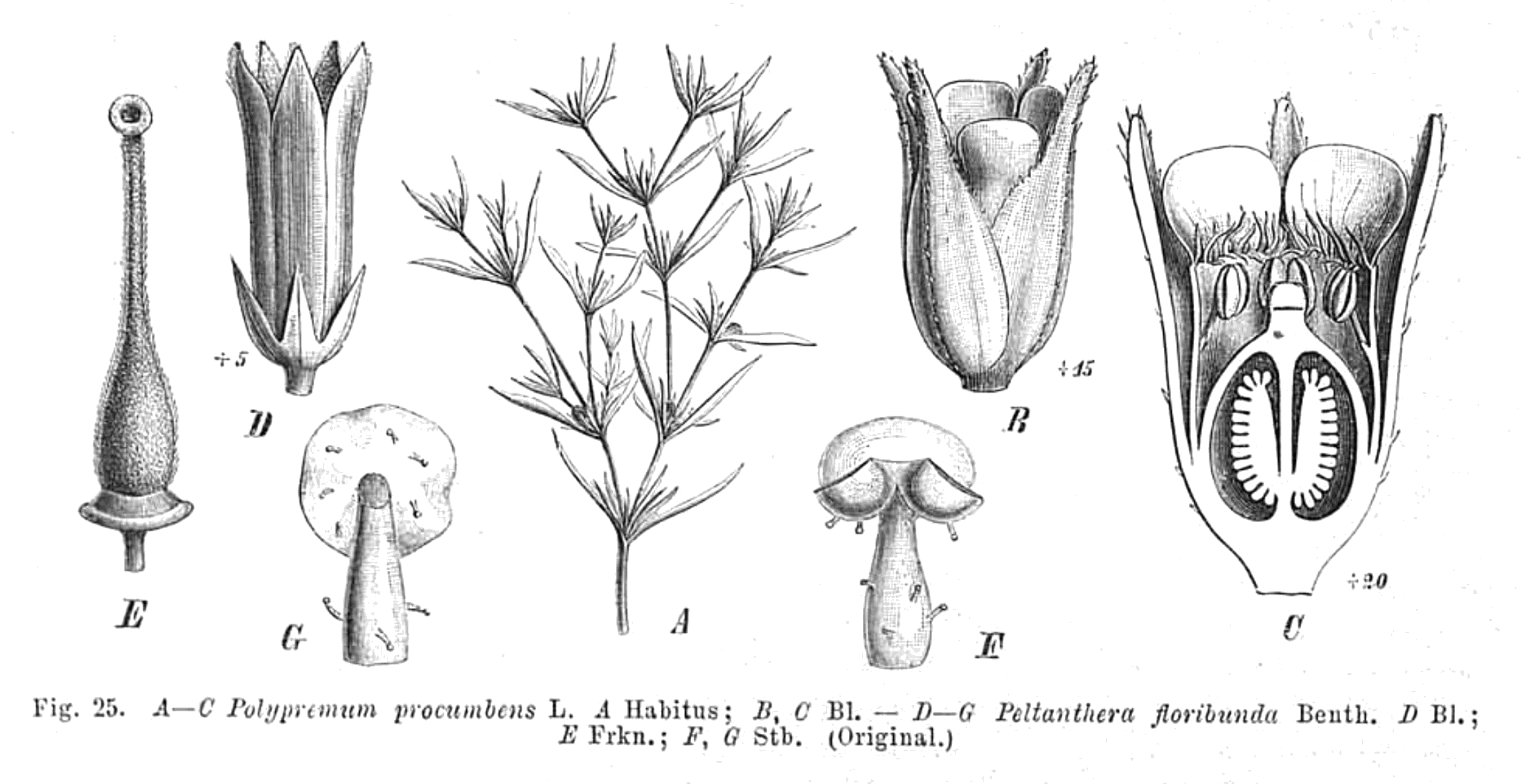